# Цичжан (станция метро)
«Цичжан» (англ. Qizhang; кит. 七張) — пересадочный узел Тайбэйского метрополитена, связывающий линию Синьдянь и ветку Сяобитань. Находится на территории района Синьдянь города Новый Тайбэй. Станция «Цичжан» была открыта 11 ноября 1999 года в  составе линии Синьдянь. Располагается между станциями «Дапинлинь» и «Мэрия Синьдяня». 29 сентября 2004 года было открыто движение по ветке Сяобитань. Поезда ветки Сяобитань используют путь станции «Цичжан», который также ведёт в сторону станции «Синьдянь».

## Техническая характеристика
Станция «Цичжан» — подземная с боковыми платформами. Переходы на противоположную платформу находятся в центре и в северном торце зала. На станции есть два выхода. Один выход оборудован эскалаторами и лифтом для пожилых людей и инвалидов.  16  мая 2017 года на станции были установлены автоматические платформенные ворота.